# Margaret Widdemer
Margaret Widdemer (ur. 30 września 1884, zm. 14 lipca 1978) – poetka amerykańska. Urodziła się w Doylestown, w stanie Pensylwania. Dorastała w Asbury Park w stanie New Jersey. Uczyła się w Drexel Institute Library School. Przez większą część życia mieszkała w Nowym Jorku. W swoich utworach poruszała problematykę społeczną. Wydała The Factories With Other Lyrics (1915) i The Dark Cavalier (1958). W 1918 za tomik The Old Road to Paradise otrzymała Columbia University Prize traktowaną oficjalnie jako Nagroda Pulitzera w dziedzinie poezji (Pulitzer Prize for Poetry nadawano dopiero od 1922). Wyróżnienie dzieliła z Carlem Sandburgiem, którego doceniono za zbiorek Cornhuskers. Jej wiersze weszły do przygotowanej przez Harriet Monroe książki The New Poetry: An Anthology (1917). Margaret Widdemer opublikowała też 30 powieści (w tym The Red Castle Women, 1968) oraz tom wspomnień Golden Friends I Had (1964).